# Callaetea liliacea
Callaetea liliacea is een mosdiertjessoort uit de familie van de Aeteidae. De wetenschappelijke naam van de soort is voor het eerst geldig gepubliceerd in 2008 door Winston.